# Protaphorura campata
Protaphorura campata är en urinsektsart som först beskrevs av Hermann Gisin 1952.  Protaphorura campata ingår i släktet Protaphorura, och familjen blekhoppstjärtar. Arten är reproducerande i Sverige.